# Red Storm Entertainment
Red Storm Entertainment (ou Ubisoft Red Storm) est une filiale d'Ubisoft créée par l'écrivain Tom Clancy, spécialisée dans les jeux vidéo pour PC et consoles, et d'autres produits, principalement basés sur la production littéraire de Tom Clancy. Le siège social est basé à Cary, en Caroline du Nord.

## Historique
En 1985, à la suite du succès de son livre, À la poursuite d'Octobre Rouge, Tom Clancy rencontre un capitaine de la Royal Navy, Doug Littlejohns. Ce dernier lui sert de consultant militaire pour la rédaction de son nouveau roman, Tempête rouge (Red Storm Rising, de son titre original).[réf. nécessaire]
En 1996, Clancy décide de fonder une entreprise multimédia de divertissement, avec les conseils de Littlejohns (qui en deviendra le PDG), Red Storm Entertainment[réf. nécessaire].
À ce moment, l'entreprise appartient pour moitié à Virtus Corporation. Après un partenariat avec Pearson, Red Storm sort son premier titre, Tom Clancy's Politika, en novembre 1997. Un roman du même titre est conditionné avec le produit[réf. nécessaire].
Le second titre de Red Storm est Tom Clancy's Rainbow Six, le début de la franchise Rainbow Six. Quelques semaines après sa mise sur le marché, Clancy sort un roman du même nom.
En 2000, Ubisoft rachète Red Storm Entertainment, et en devient la société-mère. Depuis le départ de Littlejohns, Steve Reid dirige cette filiale.
Le studio semble beaucoup moins productif depuis le début de la nouvelle génération de consoles HD. On ne connait pas les projets pour Ubisoft au sein de ce studio. À la fin du mois d'août 2010, le studio annonce le licenciement de 38 employés. Les développeurs ont travaillé sur la partie multijoueurs de Tom Clancy's Ghost Recon: Future Soldier et de Tom Clancy's The Division.
Le 8 juillet 2025, Ubisoft licencie 19 employés du studio, principalement dans les départements d'assurance qualité, d'expérience utilisateur et d'IT. L'entreprise justifie cette mesure par les « efforts mondiaux de réduction des coûts » qu'elle mène « à l'échelle mondiale »,.

## Logos

Ancien logo de Red Storm Entertainment
Logo actuel de Red Storm Entertainment

## Jeux développés
| Titre                                                               | Année          | Plates-formes                                        |
| ------------------------------------------------------------------- | -------------- | ---------------------------------------------------- |
| Tom Clancy's Politika                                               | 1997           | PC                                                   |
| Dominant Species                                                    | 1998           | PC                                                   |
| Tom Clancy's Rainbow Six                                            | 1998           | PC, Nintendo 64, PlayStation, Dreamcast              |
| Tom Clancy's ruthless.com                                           | 1998           | PC                                                   |
| Aironauts                                                           | 1999           | PlayStation                                          |
| Force 21                                                            | 1999           | PC                                                   |
| Tom Clancy's Rainbow Six: Eagle Watch (extension)                   | 1999           | PC                                                   |
| Tom Clancy's Rainbow Six: Rogue Spear                               | 1999           | PC, Dreamcast, PlayStation                           |
| Bang! Gunship Elite                                                 | 2000           | PC, Dreamcast                                        |
| Freedom: First Resistance                                           | 2000           | PC                                                   |
| Shadow Watch                                                        | 2000           | PC                                                   |
| Tom Clancy's Rainbow Six: Rogue Spear: Covert Ops (extension)       | 2000           | PC                                                   |
| Tom Clancy's Rainbow Six: Rogue Spear: Urban Operations (extension) | 2000           | PC                                                   |
| Tom Clancy's Ghost Recon                                            | 2001           | PC, PlayStation, Xbox, GameCube                      |
| Tom Clancy's Rainbow Six: Rogue Spear: Black Thorn (extension)      | 2001           | PC                                                   |
| La Somme de toutes les peurs                                        | 2002           | PC, GameBoy Advance, GameCube                        |
| Tom Clancy's Ghost Recon: Desert Siege (extension)                  | 2002           | PC                                                   |
| Tom Clancy's Ghost Recon: Island Thunder (extension)                | 2002           | PC, Xbox                                             |
| Tom Clancy's Rainbow Six: Lone Wolf                                 | 2002           | PlayStation                                          |
| Tom Clancy's Rainbow Six 3: Raven Shield                            | 2003           | PC                                                   |
| Tom Clancy's Ghost Recon: Jungle Storm (extension)                  | 2004           | PlayStation 2                                        |
| Tom Clancy's Ghost Recon 2                                          | 2004           | PlayStation 2, Xbox, GameCube                        |
| Tom Clancy's Ghost Recon 2: Summit Strike (extension)               | 2005           | Xbox                                                 |
| Tom Clancy's Rainbow Six: Lockdown                                  | 2005           | PlayStation 2, Xbox, GameCube, PC                    |
| Tom Clancy's Rainbow Six 3: Raven Shield: Athena Sword              | 2005           | PC                                                   |
| Tom Clancy's Ghost Recon Advanced Warfighter                        | 2006           | Xbox 360                                             |
| America's Army: True Soldiers                                       | 2007           | Xbox 360                                             |
| Tom Clancy's Ghost Recon Advanced Warfighter 2                      | 2007           | PlayStation 3, Xbox 360                              |
| Tom Clancy's Rainbow Six 3: Raven Shield: Iron Wrath                | 2008           | PC                                                   |
| Far Cry 3                                                           | 2012           | PC, PlayStation 3, Xbox 360                          |
| Tom Clancy's Ghost Recon: Future Soldier                            | 2012           | PC, PlayStation 3, Xbox 360, Téléphone mobile        |
| Far Cry 4                                                           | 2014           | PC, PlayStation 3, Xbox 360, PlayStation 4, Xbox One |
| Tom Clancy's Rainbow Six: Patriots                                  | Annulé en 2014 | PC, PlayStation 4, Xbox One                          |
| Tom Clancy's The Division                                           | 2016           | PC, PlayStation 4, Xbox One                          |
| Werewolves Within                                                   | 2016           | PC, PlayStation 4                                    |
| Star Trek: Bridge Crew                                              | 2017           | PC, PlayStation 4, Oculus                            |
| Tom Clancy's Ghost Recon Wildlands                                  | 2017           | PC, PlayStation 4, Xbox One                          |
| Far Cry 5                                                           | 2018           | PC, Playstation 4, Xbox One, Google Stadia           |
| Tom Clancy's The Division 2                                         | 2019           | PC, Playstation 4, Xbox One, Google Stadia           |
| Assassin's Creed Nexus                                              | 2023           | Meta Quest                                           |